# Matsumuraja formosana
Matsumuraja formosana är en insektsart som beskrevs av Takahashi, R. 1925. Matsumuraja formosana ingår i släktet Matsumuraja och familjen långrörsbladlöss. Inga underarter finns listade i Catalogue of Life.